# 신당초등학교
신당초등학교는 대한민국 충청남도 홍성군 서부면에 있는 초등학교다.

## 학교 연혁
- 1966.05.01 천수국민학교 남당 분실 인가(1학급)
- 1972.03.01 신당국민학교 승격 인가 벽지지정(6학급)
- 1984.03.07 병설유치원 인가(1학급)
- 1991.02.28 죽도분교장 통폐합
- 1996.03.01 신당초등학교로 교명 개칭
- 1999.09.01 신당초등학교 천수 분교 개편
- 2005.03.01 서부초등학교,용호초등학교,신당초등학교 공동교육과정 운영
- 2006.03.01 서부초등학교,용호초등학교,신당초등학교 공동교육과정 운영
- 2007.03.01 천수분교장 통폐합(서부초등학교 인수)
- 2015.02.13 제43회 7명 졸업(총 졸업생 수 1,112명)
- 2015.03.02 초등학교 3학급, 유치원 1학급 편성

## 참고 자료
- 신당초등학교 - 한국교육학술정보원 학교알리미